# Північний Сох
Північний Сох — газонафтове родовище на південному заході Киргизстану, неподалік від узбецького анклаву Північний Сох.
Родовище мало нафтові поклади в породах олігоцену, еоцену, палеоцену та верхньої крейди (при цьому більш як половина запасів належала до олігоцену) і газові поклади у відкладах еоцену, нижньої крейди та юри. Глибина залягання покладів — від 1070 до 2100 метрів. Колектори пісковики (олігоцен, крейда, юра) та карбонати (еоцен, палеоцен).
Видобувні запаси оцінили у 4,5 млн тонн нафти, 7,9 млрд м3 газу та 0,5 млн тонн конденсату (є відомості, що станом на другу половину 1980-х вилучили 26 млн барелів нафти та 4 млрд м3 газу).
Родовище виявили в 1955—1956 роках та майже одразу ввели в експлуатацію. Видача продукції відбувалась по газопроводу довжиною 68 кілометрів Північний Сох — Фергана (в другій половині 1950-х у Фергані ввели в дію такі потужні промислові об'єкти як Ферганська ТЕЦ та нафтопереробний завод).
Доволі швидко основні запаси газу родовища випрацювали і з 1976-го його перетворили на підземне сховище газу. Втім, станом на 1993 рік ще вели розробку частини покладів через 3 газові та 24 нафтові свердловини, які забезпечували добовий видобуток у 2 тис. м3 газу та 47 тонн нафти (всього за історію родовища споруджено 123 свердловини).